# Hypolimnas fasciata
Hypolimnas fasciata är en fjärilsart som beskrevs av Aurivillius 1894. Hypolimnas fasciata ingår i släktet Hypolimnas och familjen praktfjärilar. Inga underarter finns listade i Catalogue of Life.